# Batalla de Salaita
La batalla de Salaita va ser el primer combat a gran escala de la Campanya d'Àfrica Oriental de la Primera Guerra Mundial, en què van participar forces britàniques, d'Índia, de Rhodèsia i sud-africanes.
La batalla va tenir lloc el 12 de febrer de 1916, com a part de la triple ofensiva a l'Àfrica Oriental Alemanya llançada pel general Jan Smuts, que havia rebut el comandament general de les forces aliades de la regió.

## Antecedents
Salaita era un lloc estratègic de vigilància prop de la ciutat fronterera de Taveta. La seva proximitat amb la frontera d'Àfrica Oriental Alemanya i la creença que només estava defensada per un petit destacament de 300 homes sense artilleria la va convertir en el objectiu inicial de l'ofensiva de Smuts.
L'avanç cap a l'Àfrica Oriental Alemanya va ser realitzat per la 2nd South African Division (2a Divisió Sud-africana), al comandament del Brigadier General Wilfrid Malleson. Malleson tenia poca experiència de combat, després d'haver servit en el personal del Mariscal de Camp britànic Kitchener i com a part de la missió militar britànica en la Tercera Guerra Angloafganesa abans de l'esclat de la Primera Guerra Mundial.
La 2nd South African Infantry Brigade (2a Brigada d'Infanteria Sud-africana) i la 1st East African Brigade (1a Brigada Africana Oriental), sota el comandament del Brigadier General Beves, van ser elegides per a atacar Salaita. Es va incloure una brigada d'artilleria índia, fent que la força total fos de 6.000 homes.
Tot i que la intel·ligència britànica va suggerir el contrari, Salaita estava fortament defensada per uns 1.300 homes sota comandant del Major Georg Kraut. A més, Malleson no sabia que hi havia 6 companyies de Schutztruppe, uns 1.000 homes, pels voltants de la ciutat.

## Batalla
L'assalt aliat va començar el matí del 12 de febrer amb un bombardeig preliminar de posicions alemanyes amb canons de 4 polzades recuperats del creuer protegit HMS Pegasus, enfonsat en la batalla de Zanzíbar. A causa de la informació incorrecta del servei d'intel·ligència, el bombardeig es va dirigir a les trinxeres secundàries alemanyes al cim del turó de Salaita en comptes de la línia del front, que era més avall del turó. Això, va alertar als defensors de la vinguda de l'atac sense alterar la seva capacitat de defensa.
Dues hores després de l'inici de l'atac, quan els homes de Malleson eren a 2.000 metres de Salaita, l'artilleria alemanya va començar a disparar.
Beves va desplegar la seva brigada amb el 7th South African Infantry Regiment (7è Regiment d'Infanteria Sud-africà) (Tinent Coronel JC Freeth) dirigint l'assalt, i amb el 5th South African Infantry Regiment (5è Regiment d'Infanteria Sud-africà) (Tinent Coronel JJ Byron) i el 6th South African Infantry Regiment (6è Regiment d'Infanteria Sud-africà) (Tinent Coronel GMJ Molyneux) reforçant els flancs esquerra i dreta respectivament. Els homes van avançar en una formació irregular.
Els regiments sud-africans van aconseguir passar a través de la línia alemanya, però van ser detinguts i després obligats a retirar-se després de patir baixes pels trets de metralladores. A mesura que es retiraven a les seves posicions de partida, una columna auxiliar alemanya, dirigida pel capità Schultz, els va atacar pels flancs des de la propera ciutat de Taveta.
Després d'aquesta derrota, la força sud-africana es va traslladar més al nord del Serengeti.

## Conseqüències
La tensió racial entre el 6è Regiment d'Infanteria Sud-africà i els balutxis de la 130th King George's Own Baluchis era una font de preocupació. La unitat sud-africana es va mostrar reticent a servir al costat dels seus col·legues de l'Índia, que els qualificaven de «coolies». Quan els sud-africans fugien dels àscaris alemanys, els balutxis es van mantenir ferms. Més tard, els balutxis van enviar als sud-africans una metralladora que els sud-africans havien abandonat durant la batalla amb una nota que deia: «Amb els compliments del 130è Balutxi. Us demanem que ja no es refereixin al nostre poble com a coolies.»
Com a resultat de la batalla, el general Paul von Lettow-Vorbeck, comandant de les forces alemanyes d'Àfrica Oriental, va reforçar amb les seves unitats l'àrea del Kilimanjaro. Gairebé la meitat de les forces de Lettow-Vorbeck van ser enviades a la regió (800 alemanys i 5.200 Schutztruppe).